# ジョージ・ターナー (ラグビー選手)
ジョージ・ターナー（George Turner、1992年10月8日 - ）は、スコットランド出身のラグビーユニオン選手。

## プロフィール
- ワールドカップ2019、ワールドカップ2023に出場。WC2023のトンガ戦でワールドカップ10トライ目を記録した[1][2]。

## 略歴
エディンバラ、ロンドン・スコティッシュFCを経て、2017-18シーズンからグラスゴー・ウォリアーズに1シーズンのみのレンタル移籍の後、正式移籍した。 
2017年11月11日、スコットランド代表として初出場。 
2024年6月8日、グラスゴー・ウォリアーズにおいて、100キャップを達成、15トライ、75得点。 
2024年6月11日、コベルコ神戸スティーラーズへの加入を発表。 同年12月21日に行われたJAPAN RUGBY LEAGUE ONE第1節カンファレンスA静岡ブルーレヴズ戦にて先発出場でリーグワン公式戦初出場を果たした。
2025年6月、コベルコ神戸スティーラーズを退団。